# Morti nel 944
| Questa pagina contiene informazioni ricavate automaticamente dalle voci biografiche con l'ausilio del template Bio e di un bot. L'aggiornamento è periodico e automatico e ricostruisce completamente la pagina. Se manca una persona in questa lista, sei pregato di non aggiungerla, ma accertati piuttosto che la sua voce biografica contenga il template Bio e che i dati anagrafici siano correttamente compilati. Se il template Bio manca, inseriscilo tu stesso o, in alternativa, metti l'avviso {{tmp\|Bio}} che ne segnala la mancanza. Se i dati riportati sono sbagliati, correggi direttamente la voce biografica; le modifiche saranno visibili in questa lista entro pochi giorni. Per chiarimenti vedi il progetto biografie. La lista contiene solo le 6 persone che sono citate nell'enciclopedia e per le quali è stato implementato correttamente il template Bio. Pagina aggiornata al 18 giu 2025. |

- 23 aprile - Wichmann I il Vecchio, nobile tedesco
- Donnchad Donn, sovrano irlandese
- Ngô Quyền, generale e sovrano vietnamita (n. 898)
- Abu Mansur al-Maturidi, giurista e teologo persiano (n. 853)
- Elgiva di Shaftesbury, nobile e regina anglosassone
- Al-Hasan "al-Hajjam", sovrano